# Horst Stumpff
Horst Stumpff (Gießen, Hesse, Imperio alemán, 20 de noviembre de 1887 - Hamburgo, Alemania occidental, 25 de noviembre de 1958) fue un General der Panzertruppen del ejército alemán durante la Segunda Guerra Mundial. Recibió la Cruz de Caballero de la Cruz de Hierro.
El 1 de enero de 1938 Stumpff recibió el mando de la 3.ª Brigada Panzer y el 1 de marzo de 1939 fue promovido a Generalmajor y lideró la brigada durante la invasión de Polonia. El 7 de octubre de 1939 fue seleccionado como comandante de la 3.ª División Panzer y en noviembre de 1940 le fue dado el mando de la nueva 20.ª División Panzer y promovido a Generalleutnant el 1 de febrero de 1941. Lideró la división en el frente oriental y el 29 de septiembre de 1941 le fue concedida la Cruz de Caballero de la Cruz de Hierro, pero fue trasladado a la Reserva (Führerreserve) poco después.
En abril de 1942 Stumpff fue elegido como inspector militar del reclutamientoe en el área de Königsberg. En julio de 1944 se convirtió en inspector general de las tropas Panzer en el ejército de reemplazo y promovido a General der Panzertruppe en 1944. Murió en Hamburgo a la edad de 71 años.

## Condecoraciones
- Cruz de Caballero de la Cruz de Hierro el 29 de septiembre de 1941 como Generalleutnant y comandante de la 20.ª División Panzer[1]